# Ramón (football, 1988)
Pour les articles homonymes, voir Ramón.
Ramón Osni Moreira Lage dit Ramón né le 24 mai 1988 à Nova Era (Brésil) est un footballeur brésilien. Évoluant au poste de milieu offensif, il joue actuellement pour le Clube do Remo.

## Biographie
Il commence sa carrière professionnelle à l'Atletico Mineiro en 2005, avant d'être transféré aux Corinthians en 2006 où il ne reste qu'une saison. En 2007, Ramón est transféré au CSKA Moscou, malgré l'intérêt de grands clubs tels Arsenal ou le Milan AC. On lui attribue alors le mythique numéro 5, anciennement porté par l'idole des supporters du club Sergueï Semak. 
Ramon marque un but contre les rivaux du CSKA, le Spartak Moscou en finale d'un tournoi amical qui a lieu chaque année en Israël. Le CSKA a remporté ce match 3-2.
Ramon inscrit son premier but en première ligue russe contre le Lokomotiv Moscou en mars 2007. 
Le premier but pour le CSKA en Coupe UEFA est marqué le 4 décembre 2008 contre l'AS Nancy (victoire 4-3).
N'ayant pas réussi à s'imposer dans le club russe, il est prêté au Krylia Sovetov Samara en juillet 2009. Au début de l'année 2010, il rejoint le Brésil sous forme de prêt sous les couleurs du CR Flamengo, où il retrouve son coéquipier Vágner Love.
À la fin de la saison, il reste au Brésil, étant de nouveau prêté mais cette fois, au Esporte Clube Bahia.
En 2012, il est de nouveau, cette fois au Consadole Sapporo. Six mois plus tard, Ramón s'engage avec le Clube do Remo.